# Pandemonium

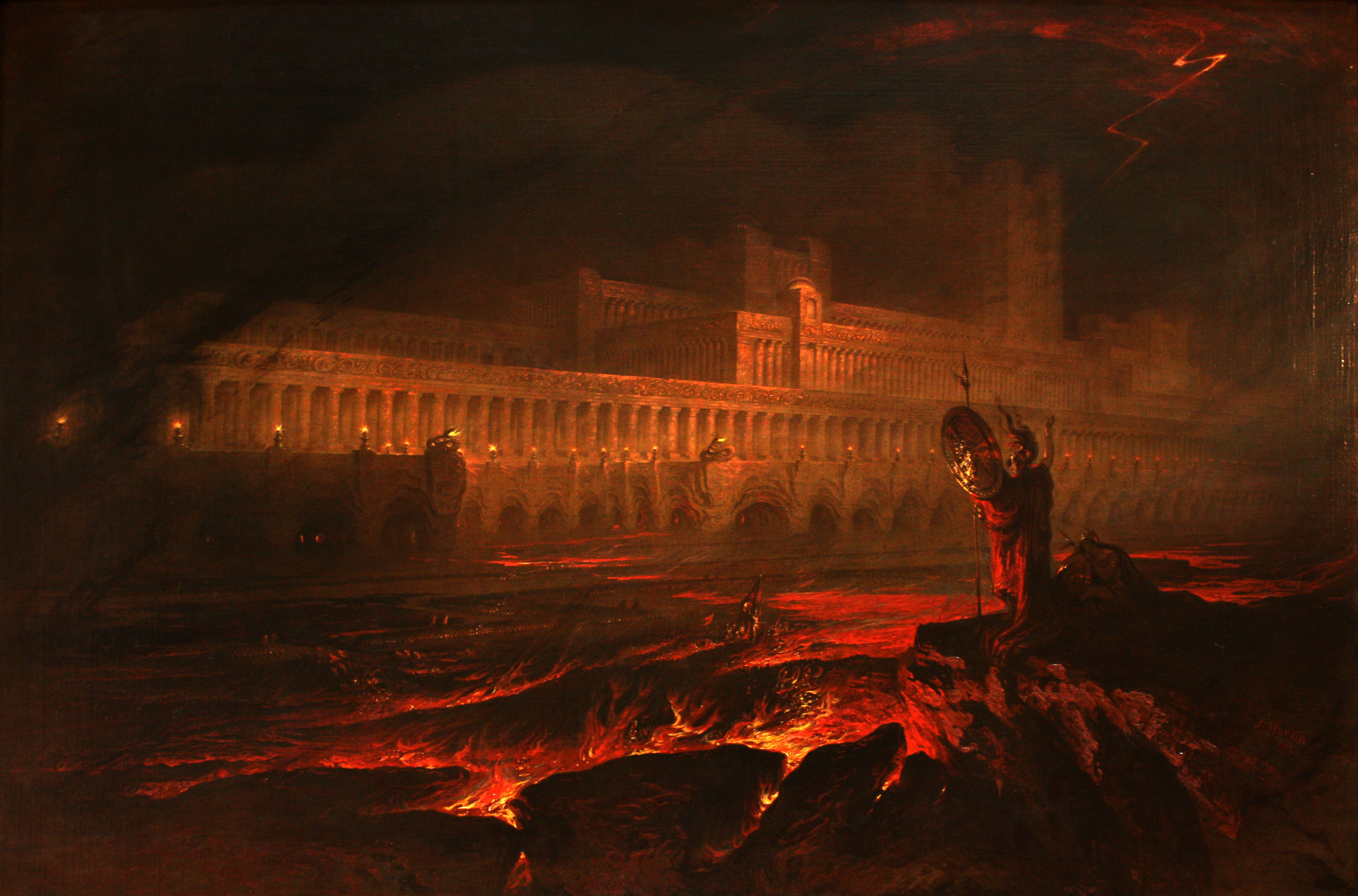
John Martin, Pandemonium (1825)

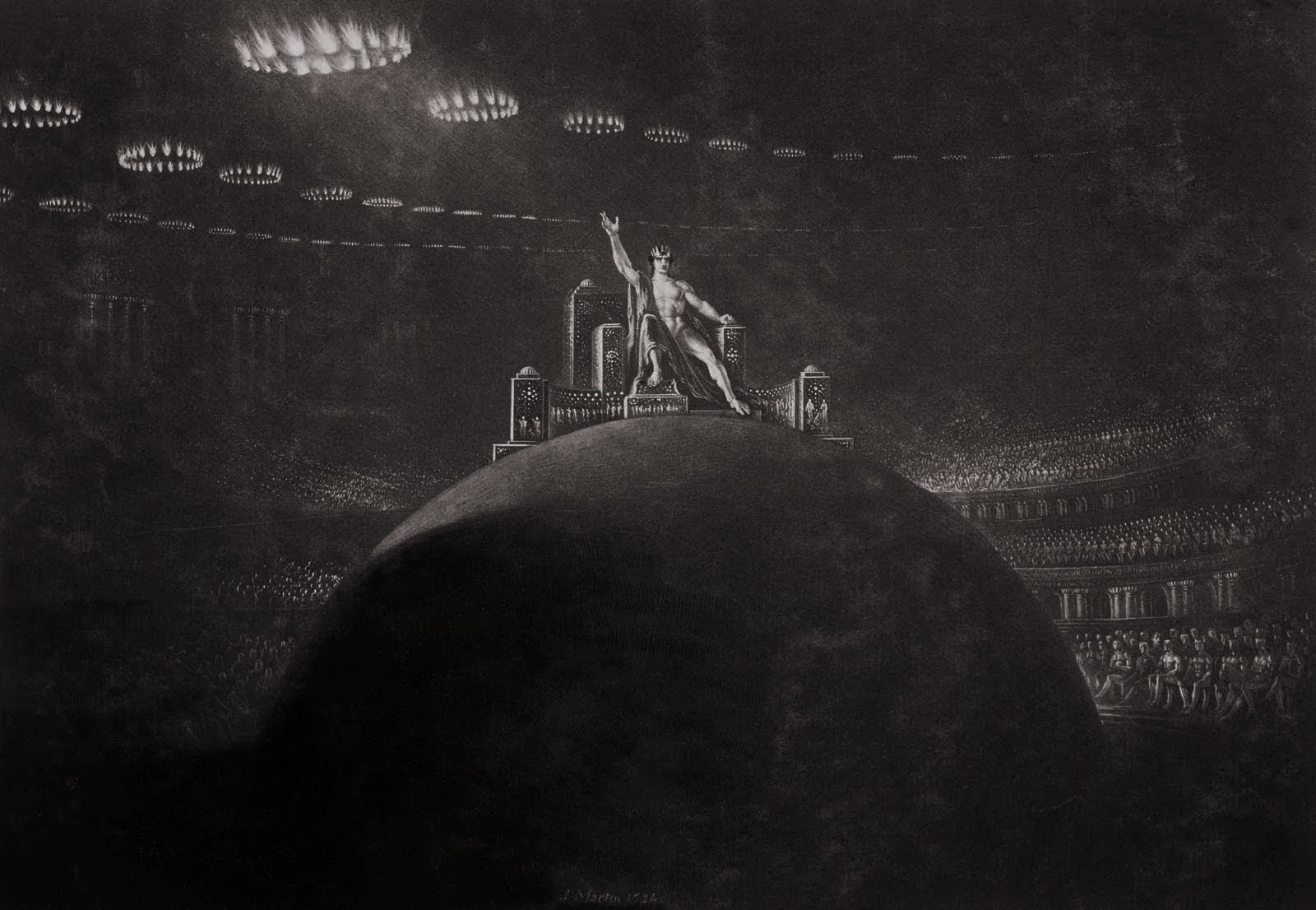
John Martin, Satan presiding at the Infernal Council (1824)

Pandemonium (auch: Pandæmonium) ist die Hauptstadt der Hölle im Epos Paradise Lost des englischen Dichters John Milton.

## Beschreibung
Im Zentrum Pandemoniums steht, inmitten des Höllenfeuers, der Palast Satans und beherbergt die schlimmsten Übel. Dort ruft Satan den Rat der Dämonen zusammen, um die Apokalypse vorzubereiten. Den Palast entwarf Mulciber (ein alter Beiname des Gottes Vulcanus), der vor seinem Fall Paläste im Himmel gestaltet hatte. Am Ende von Buch I wird erklärt, dass Pandemonium von gefallenen Engeln gebaut worden sei. Der Palast ist umgeben von Bänken aus Lava und tiefen Abgründen, die den Zugang zu ihm erschweren sollen. Buch II beginnt mit dem Bau des stygischen Konzils, der in etwa einer Stunde errichtet worden sein und alle bisher von Menschen errichteten Paläste übertroffen haben soll.
Im Palast scheint der Schlüssel für eine Truhe zu liegen, die auf der Erde begraben ist. Der gleiche Schlüssel wird im Garten Eden vermutet, über den Inhalt der Truhe wird jedoch nichts erwähnt.

## Illustration
1823 wurde John Martin damit beauftragt, Paradise Lost zu illustrieren. Er fertigte 24 kleine sowie 24 große Stiche an. In diesem Zusammenhang ist sein Tableau Pandemonium entstanden, das er in zwei Ausführungen veröffentlichte. Eine weitere Illustration zeigt Satan, der dem Konzil der Hölle vorsitzt.